# Daniel Christoff
Pour les articles homonymes, voir Christoff.
Daniel Christoff est un scénariste, réalisateur et acteur allemand né le 31 octobre 1926 à Bonn (Allemagne) et mort le 24 mai 1996 à Ingelheim am Rhein.

## Filmographie

### Comme scénariste
- 1970 : Der Musterschüler (TV)
- 1974 : Sechs Wochen im Leben der Brüder G. (TV)
- 1975 : Stumme Zeugen (TV)
- 1977 : Rückfälle (TV)
- 1978 : Protokoll eines Verdachts (TV)
- 1978 : Adoptionen (TV)
- 1978 : Jean-Christophe (feuilleton TV)
- 1979 : Fallstudien (TV)
- 1981 : Jeans (TV)
- 1982 : Wir haben uns doch mal geliebt (TV)
- 1982 : Der Zubringer (TV)
- 1983 : Heimat, die ich meine (TV)
- 1983 : Der Kunstfehler (TV)
- 1983 : Datenpanne, das kann uns nie passieren (TV)
- 1986 : Gegen die Regel (TV)
- 1990 : Mich will ja keiner (TV)
- 1992 : Schuldlos schuldig (TV)
- 1994 : Schwarz greift ein - Auge um Auge (TV)

### Comme réalisateur
- 1978 : Protokoll eines Verdachts (TV)
- 1982 : Wir haben uns doch mal geliebt (TV)

### Comme acteur
- 1975 : Stumme Zeugen (TV) : Viktor